# Crataegus almaatensis
Crataegus almaatensis là loài thực vật có hoa trong họ Hoa hồng. Loài này được Pojark. mô tả khoa học đầu tiên.